# Herbert Dombrowski
Herbert Dombrowski (* 9. Mai 1935) ist ein ehemaliger deutscher Tischtennisspieler. Mit dem Verein DJK TuSA 06 Düsseldorf wurde er in den 1960er Jahren viermal Deutscher Mannschaftsmeister.

## Werdegang
Herbert Dombrowski spielte in den 1950er beim Düsseldorfer Verein DJK Rheinfranken. Später wechselte er zu DJK TuSA 06 Düsseldorf. Mit diesem Verein wurde er 1962, 1963 und 1965 zusammen mit u. a. Eberhard Schöler, Dieter Forster, Hans-Jörg Offergeld und Franz-Walter Beyss Deutscher Mannschaftsmeister, wobei damals die Meisterschaft noch in einem Endrundenturnier zwischen den Meistern der Oberligen ausgespielt wurde. Nach Einführung der Bundesliga gewann der Verein am Ende der Saison 1966/67 auf Anhieb nochmals unter Mitwirkung von Herbert Dombrowski den Titel.
Als DJK TuSA 06 Düsseldorf 1971 aus der Bundesliga abstieg, blieb er dem Verein treu und spielte weiter in der Oberliga. 1995 wurde er zum Ehrenmitglied des Vereins ernannt.